# Enllaç permanent
Un enllaç permanent (anglès permalink) és un enllaç que s'usa en els blocs per a assignar un URL permanent a cada entrada del bloc, per a després poder referenciar-la. D'aquesta forma s'identifica de manera univoca un contingut (article, discussió, anàlisi...) sobre un tema o qüestió en el bloc de destinació. És a dir, es facilita l'accés (i una referència) directa a tots aquells que puguin estar interessats en el contingut referenciat. Per a usar-lo, es copia l'enllaç i s'enganxa a un altre lloc per tal de poder-hi fer clic i anar directament a l'original referenciat.
També són usats en multitud de pàgines web (les anomenades estàtiques) per a millorar el posicionament web en cercadors, i són molt usuals en els fòrums per tal que l'URL sigui el títol del post o fòrum separat per guions, per exemple «això-és-un-exemple-d'enllaç-permanent.html». Això fa que la seva visibilitat sigui molt millor.